# Alameda de Cervantes (Soria)
La Alameda de Cervantes, conocida popularmente como La Dehesa, es el jardín por excelencia de la ciudad de Soria (Castilla y León, España), no solo por su ubicación en el mismo centro de la ciudad, donde conviven cientos y cientos de especies de vegetación, sino por su alto valor cultural y paisajístico. Además, es uno de los jardines públicos más antiguos de España y de Europa.
Es la zona verde más importante de la ciudad y el verdadero pulmón verde del casco urbano. El parque se encuentra en el centro de la ciudad, frente a la Plaza de Mariano Granados y junto al Paseo del Espolón. Hay quien en ella busca los íntimos paseos por donde caminar lentamente, la inconmensurable belleza de La Rosaleda, el delicioso alto del parque en el que se encuentra una verde pradera, las cafeterías para reponer fuerzas, fuentes de agua cristalina, farolas que iluminan las noches de tranquilidad soriana o cómodos bancos que invitan al descanso.

## Historia
La primera noticia que hace referencia a “La Dehesa” aparece a comienzos del siglo XII, cuando después de consolidarse Soria como núcleo urbano, en 1126 el abad del Monasterio de San Millán de la Cogolla, fray Pedro, hizo una “pressura” de una dehesa para “alimentar los ganados de la comunidad extramuros de la ciudad”. Además existen noticias documentales de una iglesia con la advocación de San Andrés que junto con la de Santa María de Tera fue objeto de un largo litigio entre el obispo de Osma y el abad de San Millán acaecido en 1166, en el cual el oxomense sostenía que era de su propiedad por hallarse en su obispado mientras que el emilianense alegaba que había sido fundada por el abad Pedro. Sin embargo los autores no se ponen de acuerdo en si en realidad hacen referencia a esta iglesia o a otra situada, junto a la mencionada, en Tera. Sea cierto o no, durante siglos la dicha dehesa fue denominada Dehesa de San Andrés hasta que en 1905, en el tercer centenario de la publicación de El Quijote se cambió el nombre por el de Alameda de Cervantes.

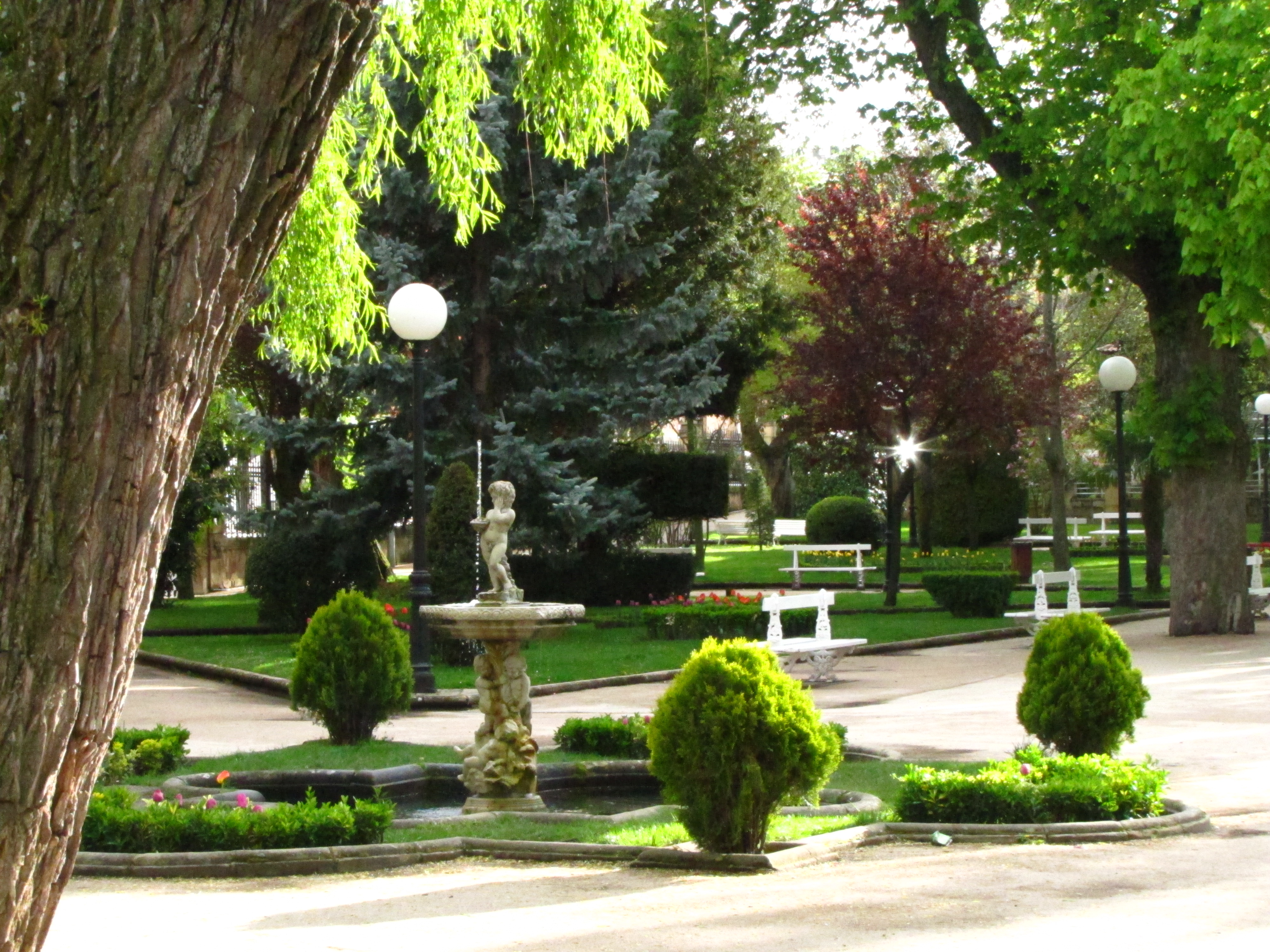
Una de las fuentes ornamentales de la Dehesa

Posteriormente en 1225, primer cuarto del siglo XIII, la propiedad de “La Dehesa” fue donada al Cabildo de la Colegiata de San Pedro que disfrutó de esta heredad hasta el siglo XVII. Por lo tanto su uso en origen fue el de dehesa boyal de pasto, uso que aún se le daría, al menos en parte, hasta el primer tercio del siglo XX. A mediados del siglo XVI la Cofradía de la Vera Cruz comenzó la construcción del primitivo Humilladero colocando la talla de un Crucificado que recibió el nombre de Santo Cristo del Humilladero, correspondiente con la imagen que puede contemplarse en la actualidad en la parte antigua de la ermita de Nuestra Señora de la Soledad. En 1594 el Concejo de la Ciudad acordó la plantación de álamos, olmos y sauces; pero no sería hasta 1621 cuando La Dehesa de San Andrés es donada al Estado del Común de la ciudad que la destinó a paseo público, siendo uno de los jardines públicos más antiguos de España y de Europa. Este hecho condicionó los dos espacios aún existentes y que se mantienen aún diferenciados hasta la actualidad.
Durante el siglo XVII y XVIII los Condes de Gómara promovieron la ampliación del antiguo Humilladero, proyecto que no se terminó, anteponiéndole un majestuoso pórtico y trayendo de su ermita de El Royal de Arriba la imagen de Nuestra Señora de las Angustias y el Santo Sepulcro, ambas tallas del siglo XVI. La ermita pasó desde entonces a denominarse de Nuestra Señora de la Soledad.
Los grandes cambios en el jardín se realizaron en el siglo XIX y XX. En 1930 la Dehesa sufre una fuerte remodelación; se plantaron más de 1500 árboles y la explanada “del alto” dejó de utilizarse como dehesa boyal para ganados y posteriormente se construyó un molino de viento con estanque para regar, actualmente desaparecido. La parte baja con jardines, bulliciosos paseos y el recinto de “La Rosaleda” fue diseñada y construida después de la Guerra Civil en los años 40 al mismo tiempo que la rehabilitación de la Fuente del Campo.
En el año 1945 se realizó la nueva portada de la entrada al parque desde Mariano Granados y entre 1947 y 1950 se procede a cerrar el parque tal y como lo conocemos hoy.

## Descripción
“La Dehesa”, jardín botánico de la ciudad de Soria, es un auténtico testimonio de biodiversidad vegetal donde conocer y contemplar plantas autóctonas y otras de origen lejano y exótico. Este pulmón soriano de 9.23 hectáreas de extensión, se ha mantenido como lugar de encuentro con un relevante papel social en la ciudad. Componen la vegetación del parque 127 muestras de árboles y arbustos: 78 especies de árboles y 49 especies de arbustos.
La Alameda de Cervantes se puede dividir en dos zonas claramente diferenciadas.

### Paseos y Jardines

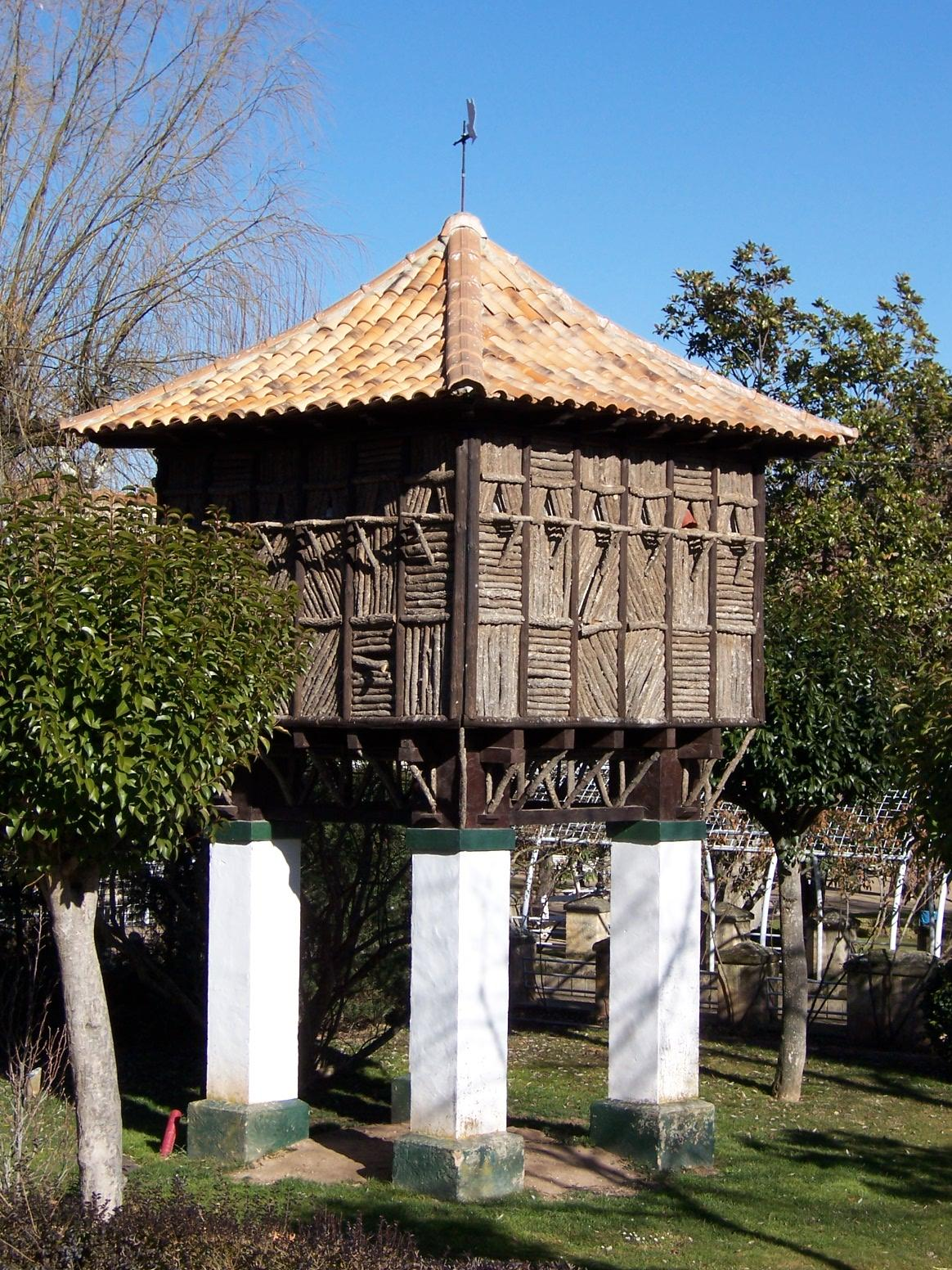
Palomar en forma de hórreo

Situados en la parte más baja, los actuales paseos y jardines fueron diseñados a mediados del siglo XX aunque en los planos de la ciudad realizados a mediados del siglo XIX ya se observa la disposición de parterres y paseos. Esta zona se encuentra delimitada en todo su perímetro por una verja construida en piedra arenisca cerrada por forjados ornamentales realizada hacia 1958. Además de la entrada principal, con dos puertas gemelas, situada frente a la Plaza de Mariano Granados, se abren en el vallado otros siete accesos.
En la zona baja se encuentran entre jardines varias fuentes. La Fuente de los Tres Caños es la más antigua y fue realizada en 1908 para canalizar un manantial. Entre las fuentes ornamenatles encontramos la Fuente del Niño, que anteriormente se conocía como Fuente del Niño del Cisne debido al anterior surtidor y que no tiene gran valor aunque conforma un bello conjunto con su estanque y la Fuente de la Dama realizada en los años 90 y que sustituyó a otra anterior, formada por una fundición femenina que vierte el agua a un estanque semicircular. Además el busto que preside los jardines, inaugurado en julio de 1935, da cuenta del agradecimiento de la ciudad a Mariano Granados; periodista, escritor y dinamizador de la ciudad Soriana de principios del siglo XX. Gallego de nacimiento, un buen día llegó a Soria para convertirse, sin pretenderlo, en uno de sus hijos predilectos. 

Junto a la ermita de la Soledad en la glorieta central del parque se encontraba el popular “Árbol de la Música” plantado en 1611 junto a unos 150 olmos más, de los cuales tres ejemplares llegaron hasta nuestros días. El árbol de la música fue rodeado a finales del siglo XIX de un entramado de madera, que se sustituyó en 1924 por una estructura metálica de hierro forjado con arcos de herradura desde la que la banda de música ofrecía sus conciertos. Este árbol murió por grafiosis, y fue talado en 1988 retirando el curioso templete. Actualmente su espacio lo ocupa un castaño de indias de flor rosada traído de Alemania, tras un fallido intento de colocar un roble en su lugar. En el año 2010, se instaló de nuevo el templete alrededor del árbol de la música, guardado hasta entonces en los almacenes municipales. 

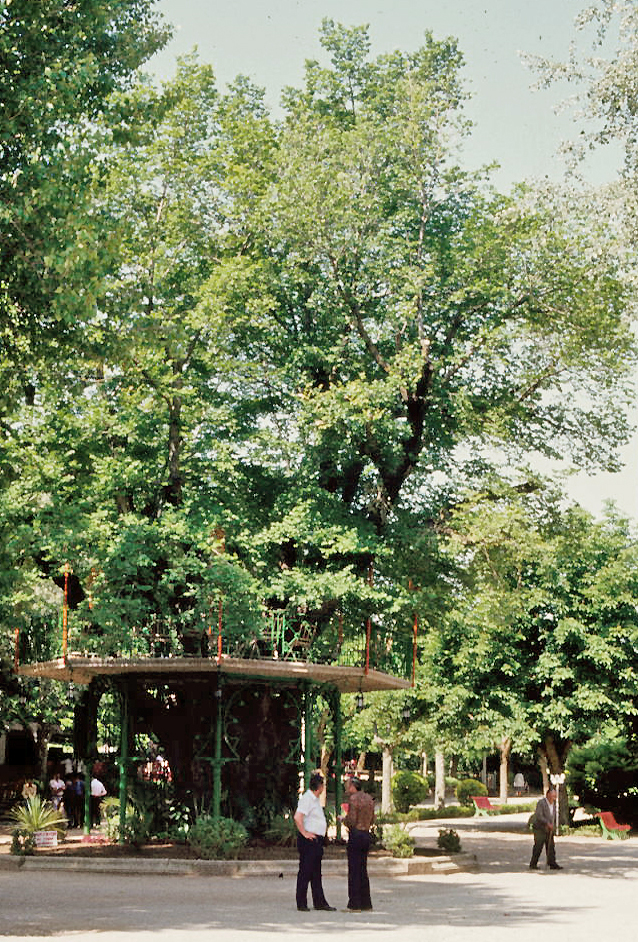
Árbol de la Música con templete, Alameda de Cervantes, Soria, 1977.
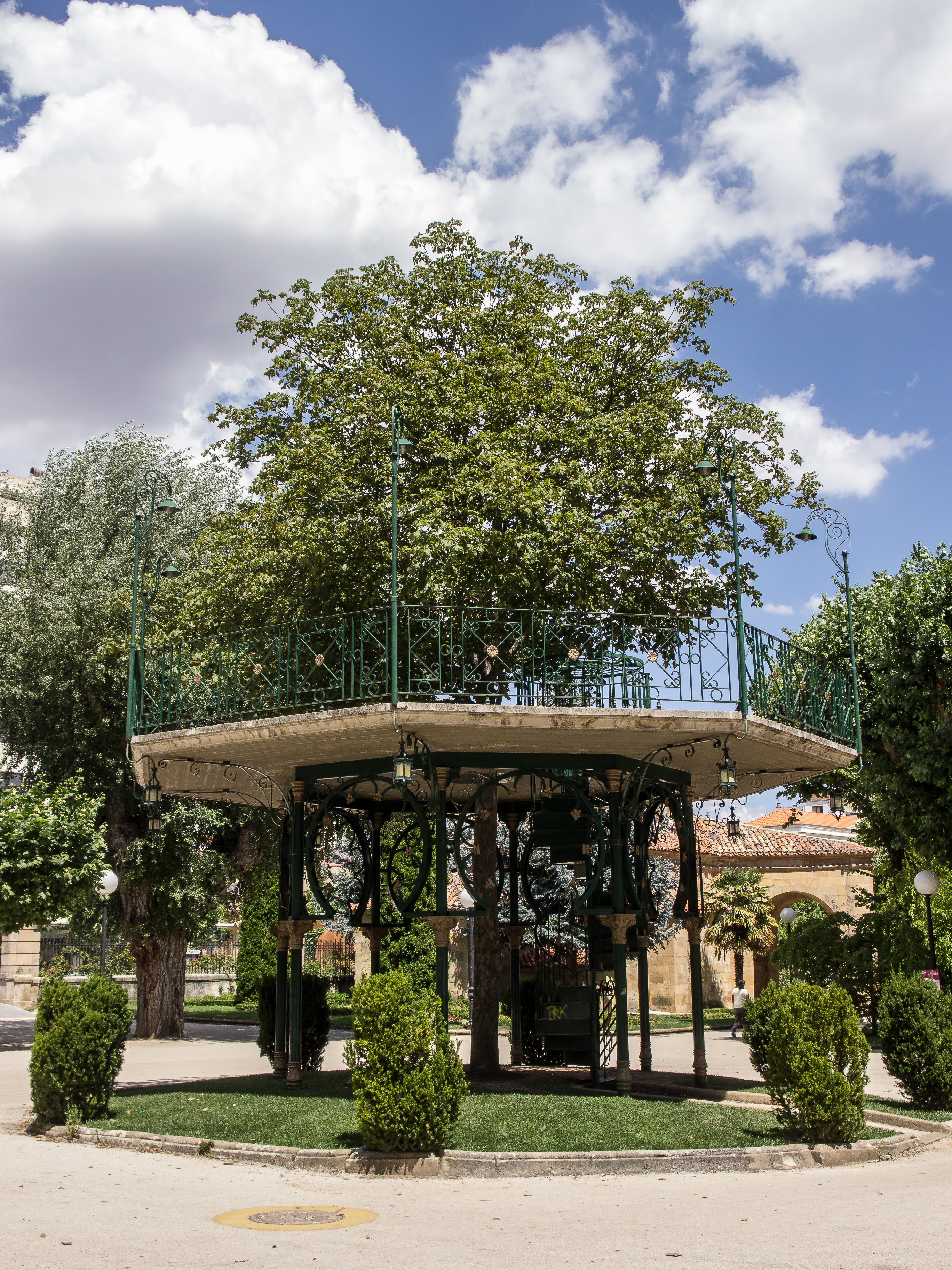
Vista actual del Árbol de la Música, Alameda de Cervantes, Soria, sobre 2015.
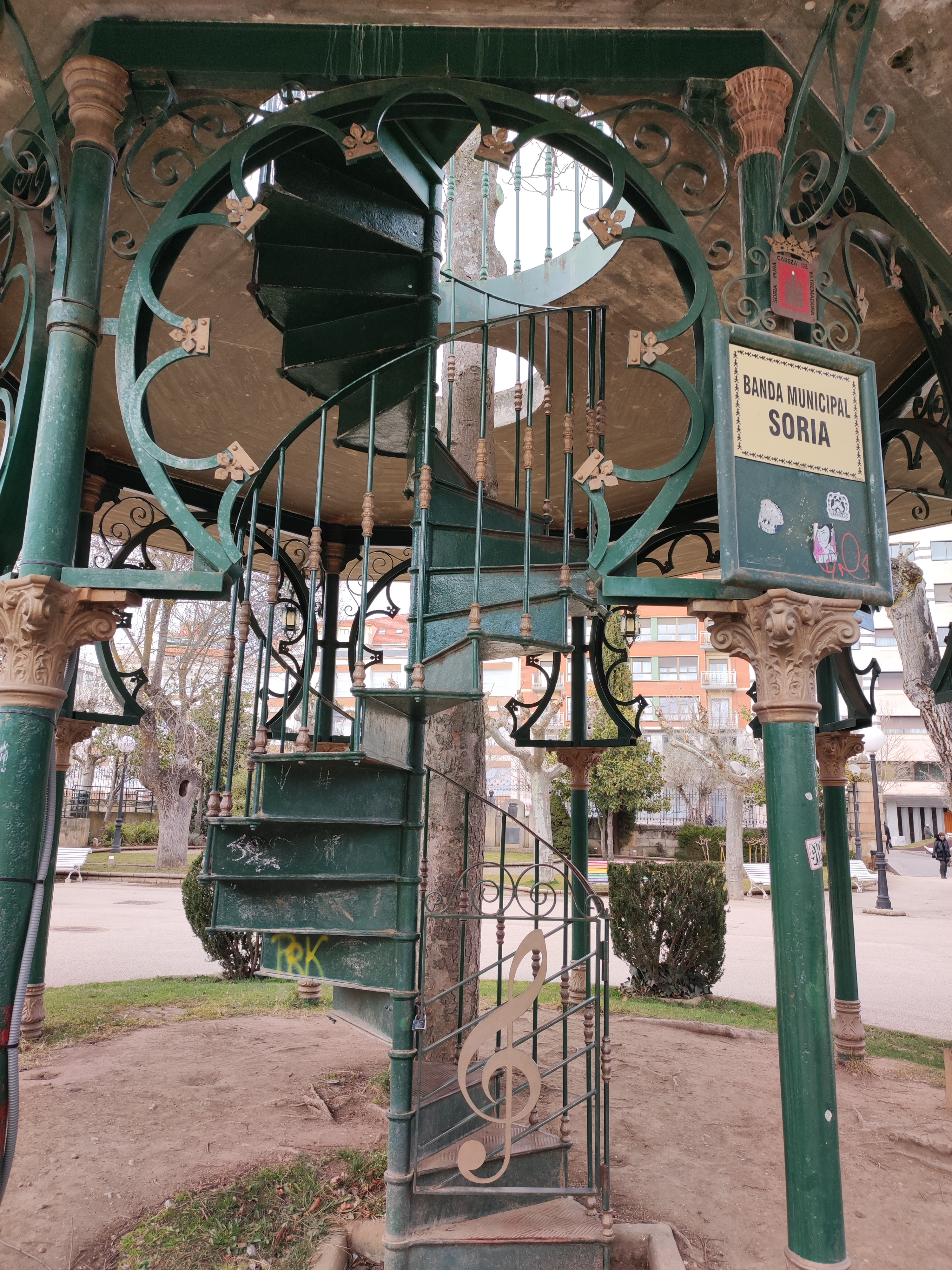
Vista del acceso inferior al templete del Árbol de la Música.

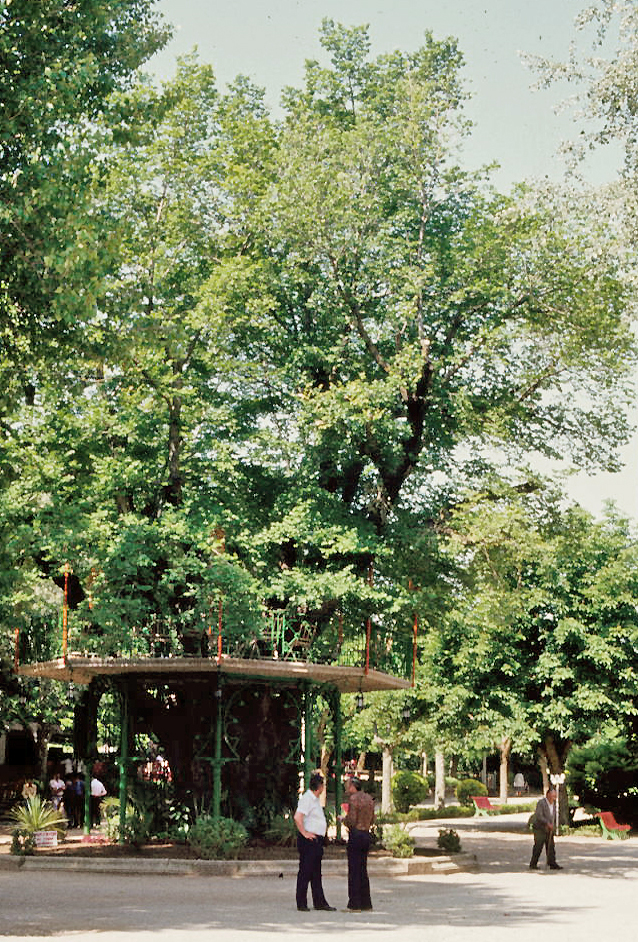
Árbol de la Música con templete, Alameda de Cervantes, Soria, 1977.

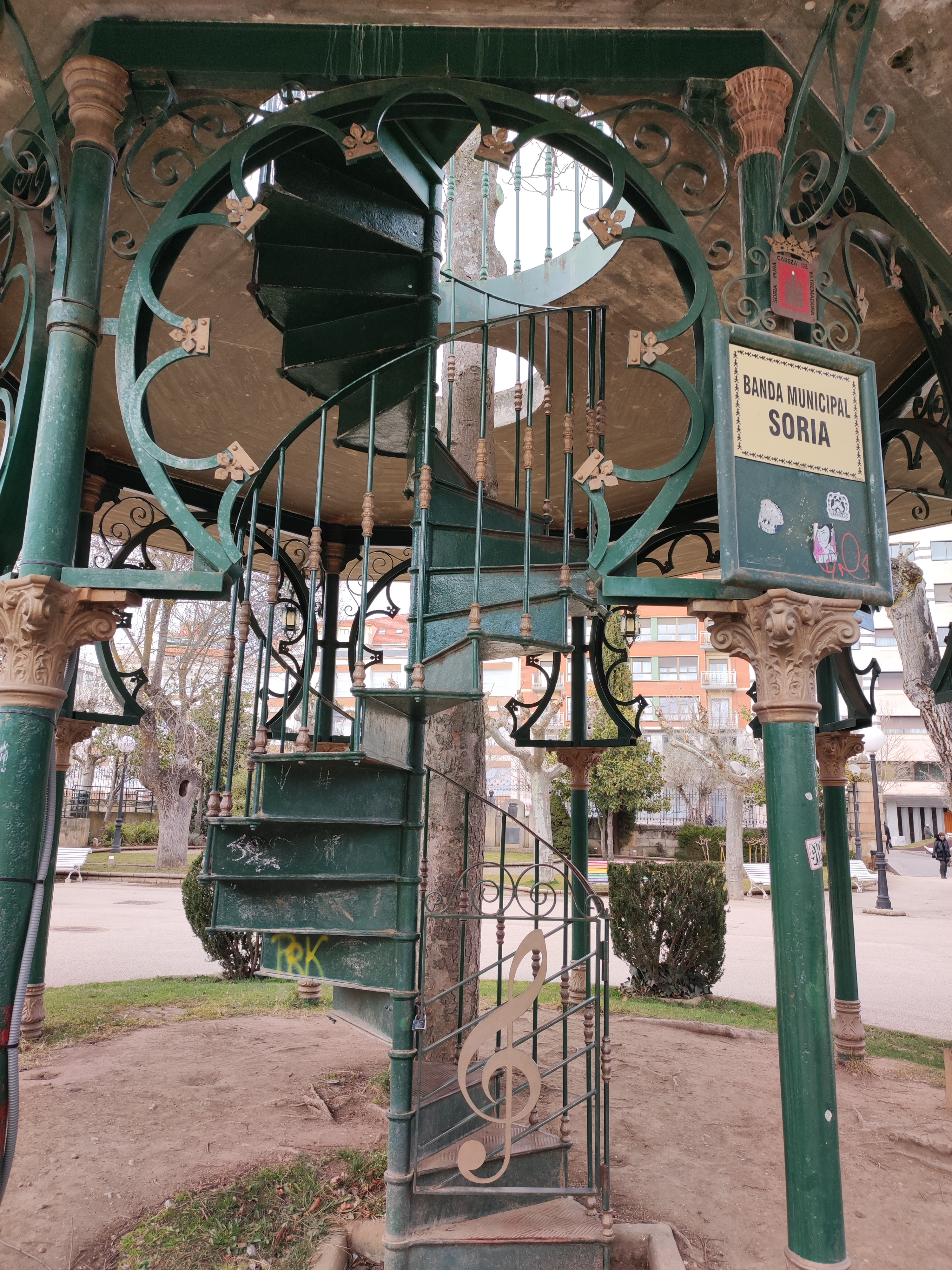
Vista del acceso inferior al templete del Árbol de la Música.

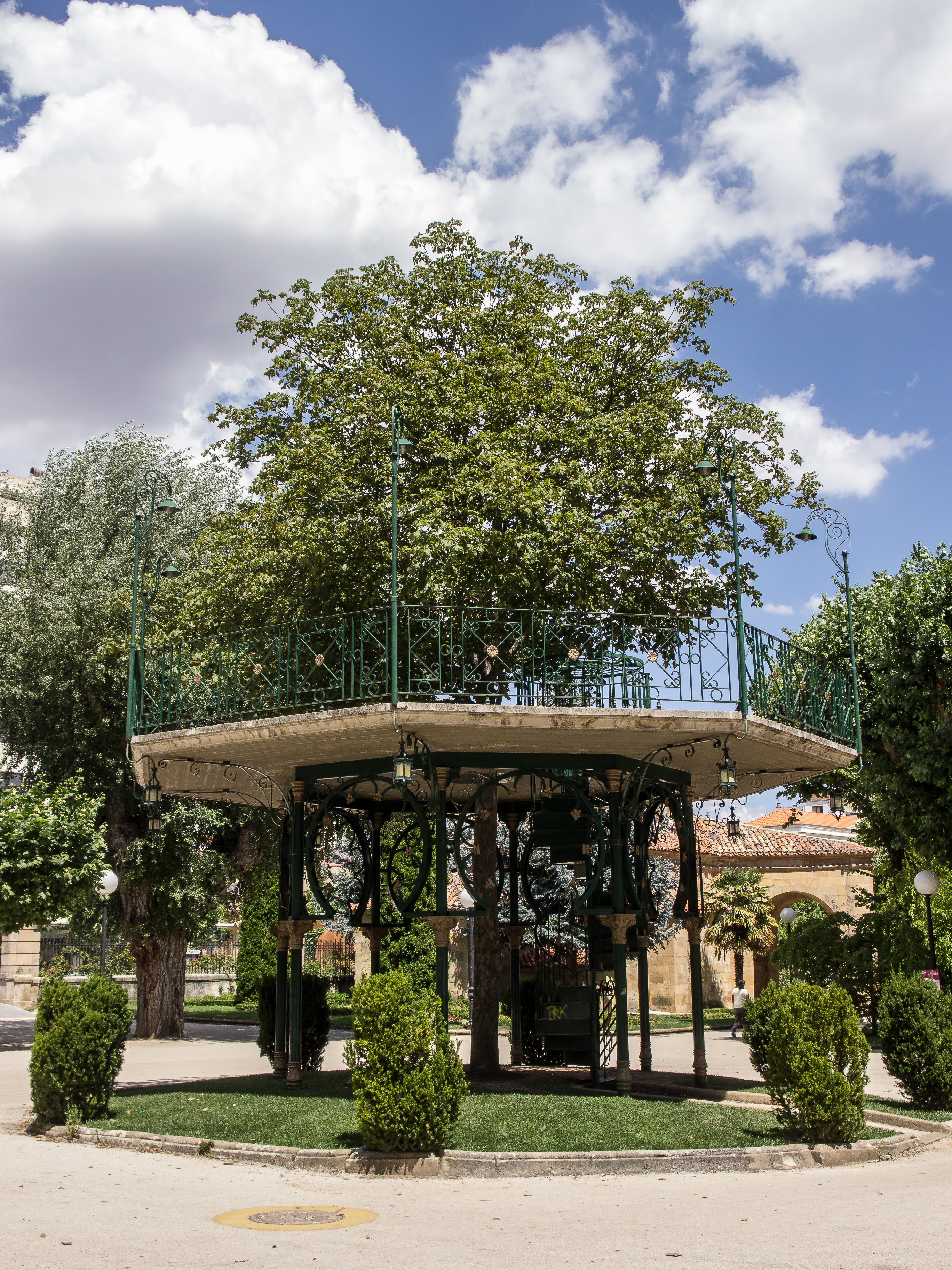
Vista actual del Árbol de la Música, Alameda de Cervantes, Soria, sobre 2015.

Muy cercano al “Árbol de la Música” se encuentra el Monumento a los Autores de las Canciones Sanjuaneras, Francisco García Muñoz y Jesús Hernández de la Iglesia realizado en 1989. Estas canciones son coreadas durante las Fiestas de San Juan o de la Madre de Dios e incluso en fiestas de otras regiones. El popular “Árbol de la Música” es el punto de inicio de los largos paseos que recorren el parque en tuda su extensión en torno a los cuales se pueden encontrar numerosos bares y restaurantes con terrazas. Uno de los más curiosos es el situado en la antigua Casa del Guarda, edificio de planta cuadrada y dos pisos, rodeado por un espacioso pórtico construido en 1955 sobre los terrenos que ocupó el molino de viento y el estanque de riego. Curioso es así mismo el palomar en forma de hórreo sobre cuatro pilastras rehabilitado hace unos años, elemento tradicional en la mayoría de los parques urbanos y que fue construido en 1931 aunque existió otro anterior.
El parque alberga también una cuidada rosaleda dispuesta con perfecta simetría en torno a un paseo central y dos laterales. En La Rosaleda podemos encontrar durante todo el año diversos tipos de rosales: trepadores como Paul´s Scarlet y Guineé, rosales cultivados en árbol de colores blanco, amarillo, rosa y rojo; tapizantes de la variedad Chinensis rosa y rojo y rosales grandiflora entre los que destacan el Chrysler Imperial, el Paece Meiland y el White Symphoni.

### Pradera de “el alto”

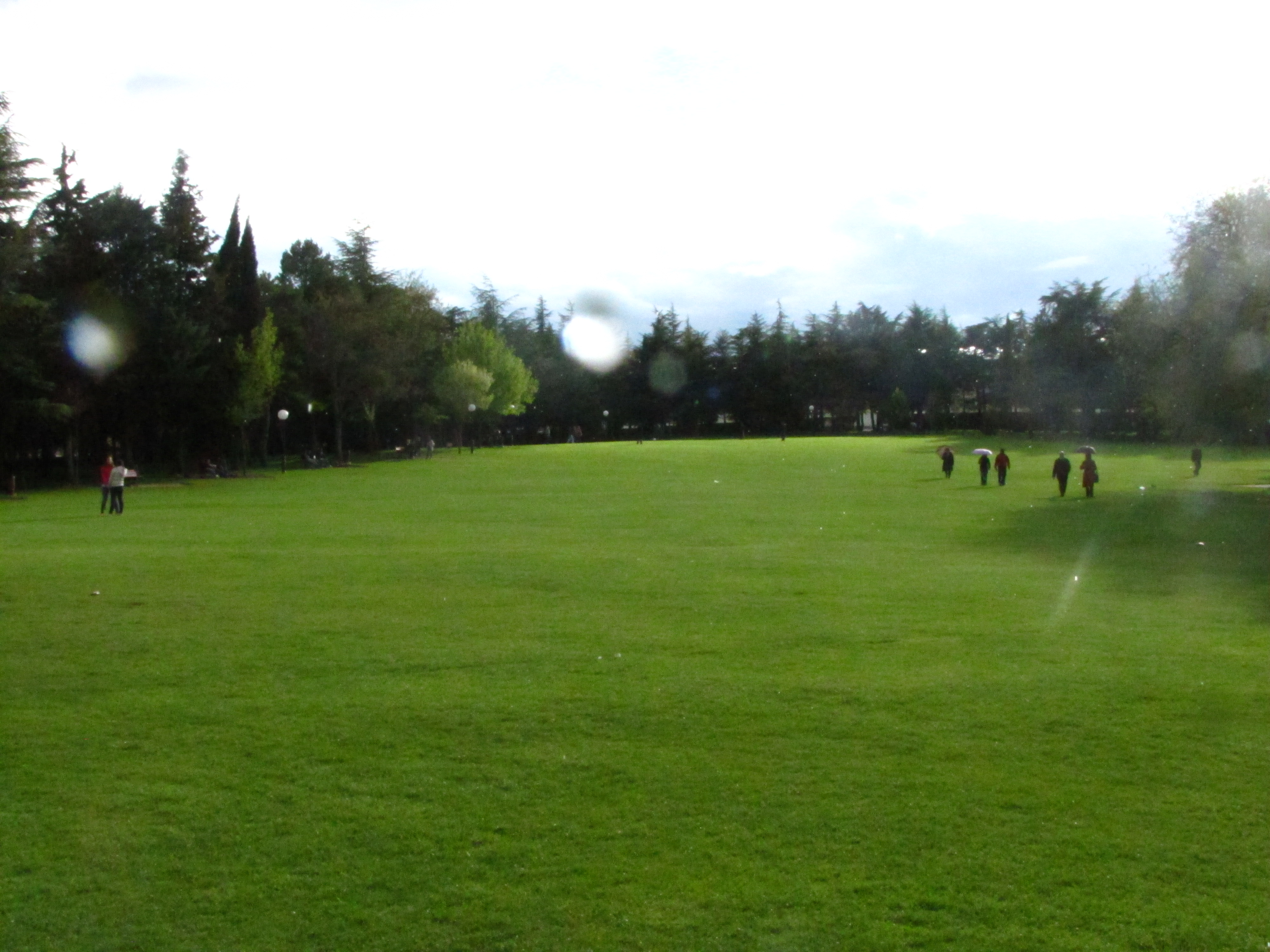
El Alto de la Dehesa

En la parte más alta de la Alameda se encuentra una verde pradera rodeada por un tupido pinarcillo. Se accede a ella a través de La Rosaleda y de los paseos laterales. Antes del siglo XVII en este espacio se ubicaba la última estación de un vía crucis que comenzaba en la iglesia de San Francisco. En 1672 se construyó una fuente conocida como del Humilladero. En 1936 se colocó la Fuente de los Leones trasladada desde la Plaza Mayor y finalmente en 1954 se instaló el Monumento a los Caídos presidiendo la pradera en su parte más alta hasta que en noviembre de 2003, el Ayuntamiento de Soria, entonces gobernado por Encarnación Redondo, procedió a la demolición del monumento. En su lugar se plantaron nuevos pinos y abetos.
En este espacio tienen lugar durante las Fiestas de San Juan o de la Madre de Dios y las de San Saturio (patrón de Soria) la quema de Fuegos Artificiales.

### Ermita de Nuestra Señora de la Soledad

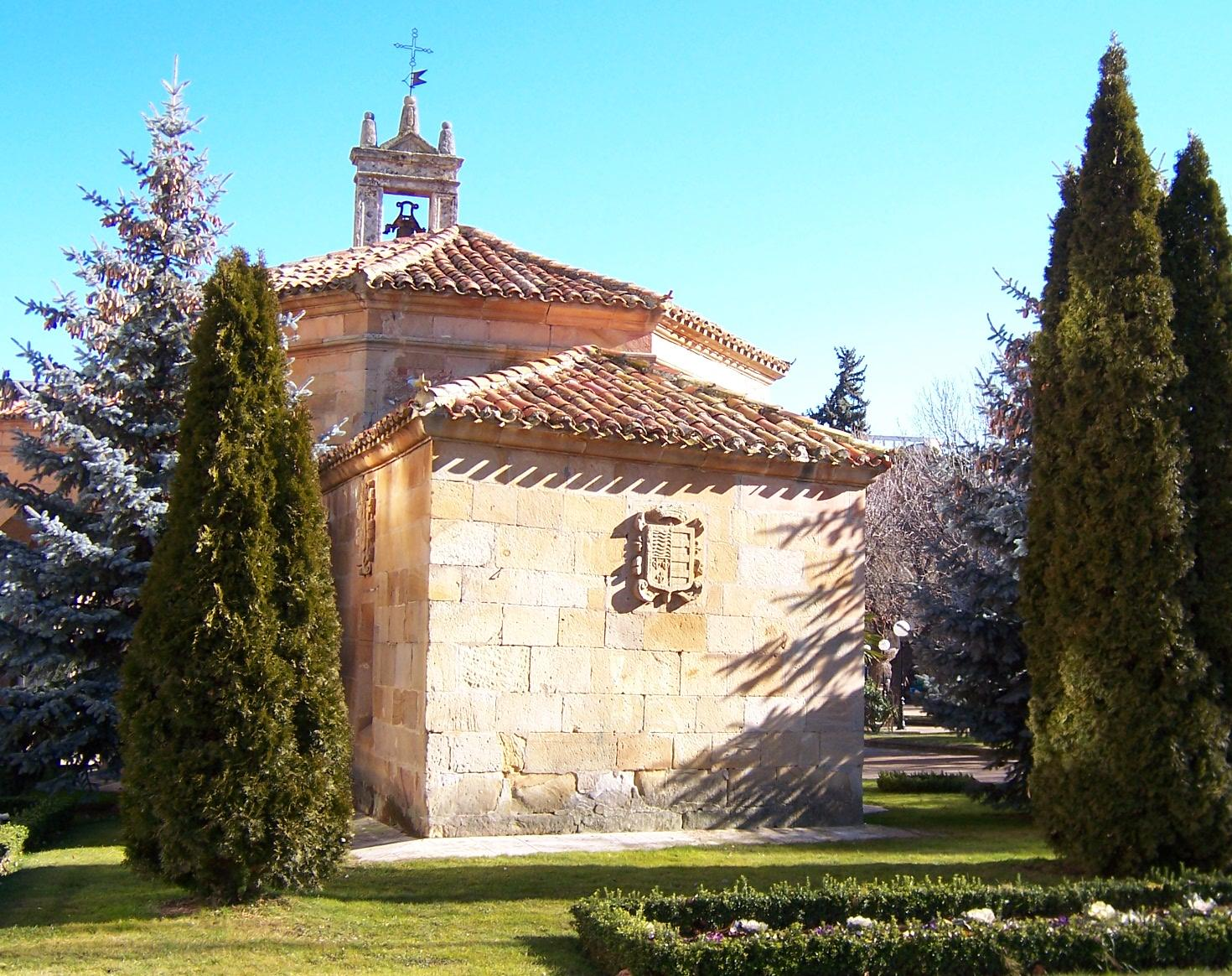
Ermita de la Soledad, en el parque de la Alameda de Cervantes (Soria). Vista del primitivo Humilladero

Situada en el centro urbano de Soria, extramuros de la vieja ciudad medieval, la ermita de la Soledad se alza en la parte baja de la Alameda de Cervantes (Soria), junto al paseo del Espolón con el que linda por el norte. En un enclave natural privilegiado de más de nueve hectáreas de extensión, la Alameda se abre como un auténtico vergel en pleno centro de la ciudad. Accediendo al parque, por su entrada principal desde la plaza de Mariano Granados, por cualquiera de sus dos puertas gemelas, la ermita de la Soledad se abre a su propio paseo entre árboles centenarios y el manto verde que cubre la mayor parte del recinto.
Pequeña ermita, casi minúscula, con el regusto aldeano de tantas ermitas de Castilla la Vieja levantadas para la memoria de una fe. Hoy se titula de la Soledad de la Virgen, teniendo tradición de Humilladero en sus orígenes, y de éste procede el nombre del Cristo marfileño del siglo XVI que se encuentra en su interior, de gran tamaño, atribuido a Juan de Juni o persona próxima a él. La práctica totalidad de la fábrica de la ermita data del siglo XVI, siendo promotores de su construcción la entonces poderosa familia de los Condes de Gómara.
La majestad del pórtico, con tres soberbios arcos de medio punto apoyados sobre cuatro pilastrones, es debida al ambicioso proyecto de ampliación del oratorio del Humilladero que acarició la poderosa familia de los Ríos, condes de Gómara y señores de la villa de Almenar.

## La Alameda de Cervantes y las Fiestas de San Juan

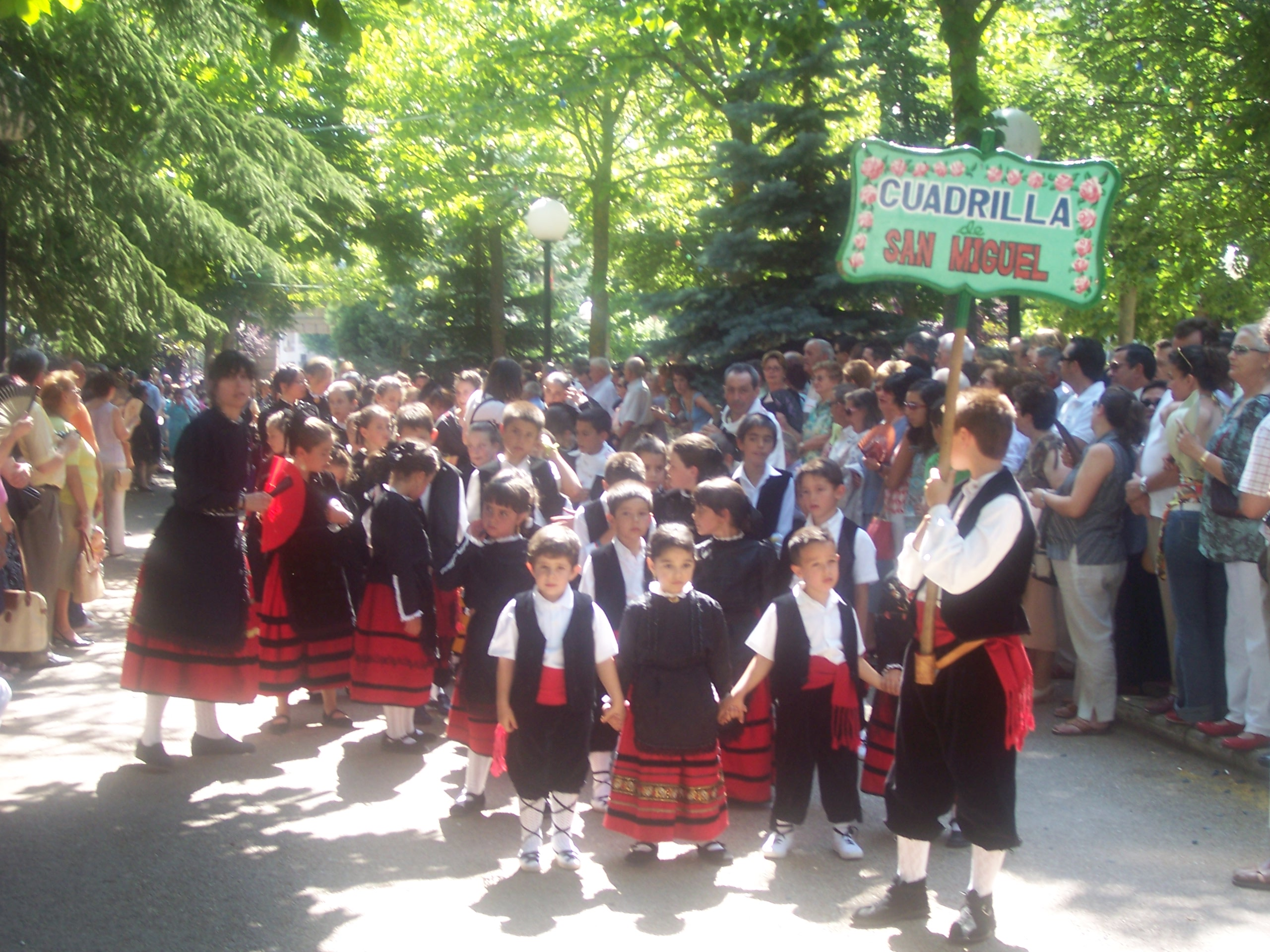
Domingo de Calderas. Piñorros y piñorras de la Cuadrilla de San Miguel en la Alameda de Cervantes

La celebración del Domingo de Calderas, día grande de las Fiestas, ha ido íntimamente ligado desde el origen de las mismas a la Alameda de Cervantes. El domingo siguiente al día de San Juan, las cuadrillas del común divididas en dieciséis barrios, cada cual con su santo titular acudían, una vez acabada la solemne misa en honor a Nuestra Señora la Virgen de la Blanca en su iglesia del Priorato de San Benito, a la Dehesa de San Andrés donde se tenían ya cocidos en calderas trozos de toro y otras viandas como pan y vino que se daban a todos los vecinos asistentes, a los pobres y a los forasteros.
En 1812 el general José Joaquín Durán mandó demoler el antiguo Monasterio de San Benito para evitar el atrinchamiento de los franceses por lo que la Santa Misa en honor a la Patrona de las Fiestas tuvo que ser realizada, hasta principios del siglo XX, en otra de las iglesias de la capital para finalmente celebrarse en la ermita de Nuestra Señora de la Soledad. Del mismo modo la bendición de las calderas tiene lugar frente a la Ermita de la Soledad y así viene recogido en las ordenanzas municipales. Posteriormente para dar mayor lucidez y protagonismo a ambos actos se trasladó la misa y la procesión de los Santos Titulares de Cuadrilla a la mañana del Lunes de Bailas.

“ ... En la mañana del Domingo de Calderas, tras concentrarse en la Plaza Mayor las doce Cuadrillas con sus “Calderas”, Peñas Sanjuaneras, en el orden preestablecido, se desarrollará el desfile hasta la Alameda de Cervantes, haciendo un breve alto junto a la ermita de la Soledad para la bendición de cada Caldera. Detrás de la Banda Municipal de Música, las Cuadrillas y Peñas Sanjuaneras, presidirá el desfile la Comisión Municipal correspondiente. Una vez instaladas en los lugares de costumbre Calderas y Cuadrillas, esperarán la típica “Prueba de la Autoridad” ...”
Artículo 18 de las Ordenanzas Municipales vigentes de las Fiestas de San Juan

“ ... En la mañana del Lunes de Bailas, las Cuadrillas concentrarán en la plaza Mayor las imágenes de los Santos Titulares con el fin de procesionarlas con solemnidad hasta la ERMITA DE LA SOLEDAD en cuyo atrio esperará con la imagen de La Blanca su Cuadrilla. Cerrará el desfile la Comisión Municipal correspondiente. Finalizada la ceremonia, se efectuará el retorno procesional a la Plaza Mayor en donde la imagen de la Virgen de La Blanca presidirá y recibirá el homenaje de todas las Cuadrillas restantes y de las Peñas Sanjuaneras. Después de acabado el acto, cada Cuadrilla, portando en andas el Santo Titular, efectuará el recorrido por las calles de su barrio ...”
Artículo 19 de las Ordenanzas Municipales vigentes de las Fiestas de San Juan

Cuando en 1891 desapareció la romería a las Eras de Santa Bárbara por la venta de las mismas, se decidió trasladar la fiesta de “las Bailas” a la Alameda de Cervantes. La Reforma de las Fiestas de 1914 dice: “La fiesta de la Bailas, tan divertida en tiempos y ahora tan decaída, se efectuará en la tarde del lunes en la Alameda de Cervantes y en la noche en este paseo tendrá lugar la segunda verbena con cuyo festejo terminarán las fiestas” pero poco antes se había procedido a la recuperación de la romería a San Polo que es la que actualmente se celebra en la pradera junto al Duero.
Otro de los actos más emotivos es el realizado el Miércoles el Pregón en el Monumento a los Autores de las Canciones Sanjuaneras y ante el que Banda Municipal interpreta dichas canciones como homenaje de la ciudad de Soria a estos hijos ilustres de la misma. En alguna de estas famosas canciones aparece nombrada la Alameda de Cervantes reflejo del cariño de los sorianos a este emblemático jardín.

Domingo de Calderas

Hoy tiene el sol más destellos

y a su luz nuestra Alameda

muestra toda la hermosura

de una inmensa Rosaleda,

pues con sus lindos vestidos

de caprichosos colores

dan nuestras bellas mujeres

envidia a las propias flores.

Y en este jardín de ensueño

vergel de aromas y maravillas

resalta el color y encanto

de los Jurados y las Cuadrillas,

que al son de las dulces gaitas

tan populares y sanjuaneras

reparten esta mañana

las ricas viandas

de sus Calderas.
...
Domingo de Calderas, vals 1942